# Tailor-Couette
Trong lĩnh vực khí thủy động lực học, dòng chảy Couette là dòng chảy tầng của chất lỏng nhớt giữa 2 tấm kính song song với nhau, trong đó 1 tấm chuyển động tương đối so với tấm còn lại. Sự chảy xảy ra do lực ma sát nhớt (ma sát trong) tác dụng lên chất lỏng và dòng chảy song song với tấm kính. Dòng chảy được đặt theo tên của nhà vật lý người vùng Angers (vùng hành chính nước Pháp) Mari Alphred Couette cuối thế kỉ 19.

## Mô hình đơn giản
Xét 2 tấm kính song phẳng với nhau, đặt cách nhau đoạn {\displaystyle h}. Một trong số đó (giả sử tấm phía trên) chuyển động với vận tốc không đổi u0 dọc theo bề mặt của nó. Nếu bỏ qua gradient của áp suất, phương trình Navier-Stokes cho ta hệ thức sau:
{\displaystyle {\frac {d^{2}u}{dy^{2}}}=0,}
trong đó y - tọa độ trong không gian, u (y) - vận tốc chất lỏng theo tọa độ. Giả sử chỉ có một thành phần vận tốc khác không trong số {\displaystyle (u,v,w)}. Nếu gốc tọa độ chọn tại tấm kính phia dưới, thì điều kiện biên là u(0) = 0 и u(h) = u0. Nghiệm đầy đủ sẽ là:
{\displaystyle u(y)=u_{0}{\frac {y}{h}}}
Có thể tìm được nghiệm sau 2 lần lấy tích phân và sử dụng điều kiện biên.